# Air Education and Training Command
L'Air Education and Training Command (AETC) est l'un des grands commandements de l'USAF. Il est formé le 1er juillet 1993, des suites de la fusion de l'Air Training Command et de l'Air University.
Son quartier général est situé au sein de la Randolph Air Force Base (Texas) et sa mission est la formation des aviateurs de l'US Air Force.

## Organisation
L'AETC est composé des unités suivantes :
- Air Force Recruiting Services à Randolph AFB
- Air Force Security Assistance Training Squadrons à Randolph AFB
- 59th Medical Wing à Lackland Air Force Base au Texas
- Air University à Maxwell Air Force Base dans l'Alabama
- 2nd Air Force à Keesler Air Force Base dans le Mississippi
  - 17th Training Wing à Goodfellow Air Force Base dans le Texas
  - 37th Training Wing à Lackland AFB dans le Texas
  - 381st Training Group à Vandenberg Air Force Base en Californie
  - 81st Training Wing à Keesler AFB dans le Mississippi

- 19th Air Force à Randolph AFB

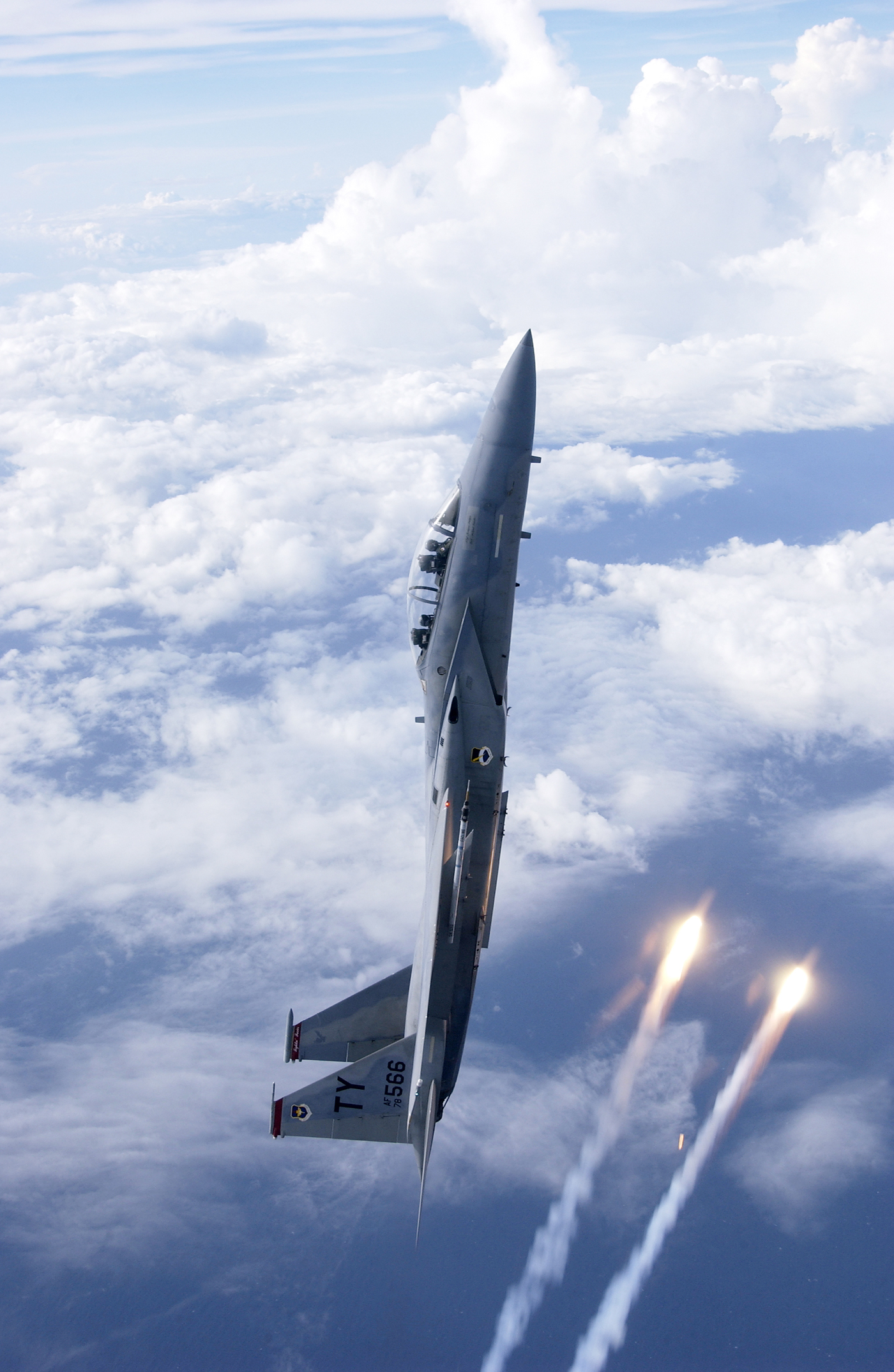
F-15D du 325th Fighter Wing.

  - 12th Flying Training Wing à Randolph AFB
  - 14th Flying Training Wing à Columbus Air Force Base dans le Mississippi
  - 47th Flying Training Wing à Laughlin Air Force Base dans le Texas
  - 80th Flying Training Wing à Sheppard Air Force Base dans le Texas
  - 71st Flying Training Wing à Vance Air Force Base dans l'Oklahoma
  - 56th Fighter Wing à Luke Air Force Base dans l'Arizona
  - 58th Special Operations Wing à Kirtland Air Force Base dans le Nouveau-Mexique
  - 97th Air Mobility Wing à Altus Air Force Base dans l'Oklahoma
  - 314th Airlift Wing à Little Rock Air Force Base dans l'Arkansas
  - 325th Fighter Wing à Tyndall Air Force Base en Floride
  - 336th Training Group à Fairchild Air Force Base dans l'État de Washington
  - 479th Flying Training Group à Moody Air Force Base en Géorgie